# ۱۲۱۶ (قمری)
۱۲۱۶ (قمری)، هزار و دویست و شانزدهمین سال در گاهشماری هجری قمری است. اول محرم این سال برابر با چهاردهم مه سال ۱۸۰۱ میلادی است.

## وابسته
- شیعه‌ستیزی